# Saurer 4K 4FA
 (juin 2020).
Si vous disposez d'ouvrages ou d'articles de référence ou si vous connaissez des sites web de qualité traitant du thème abordé ici, merci de compléter l'article en donnant les références utiles à sa vérifiabilité et en les liant à la section « Notes et références ».

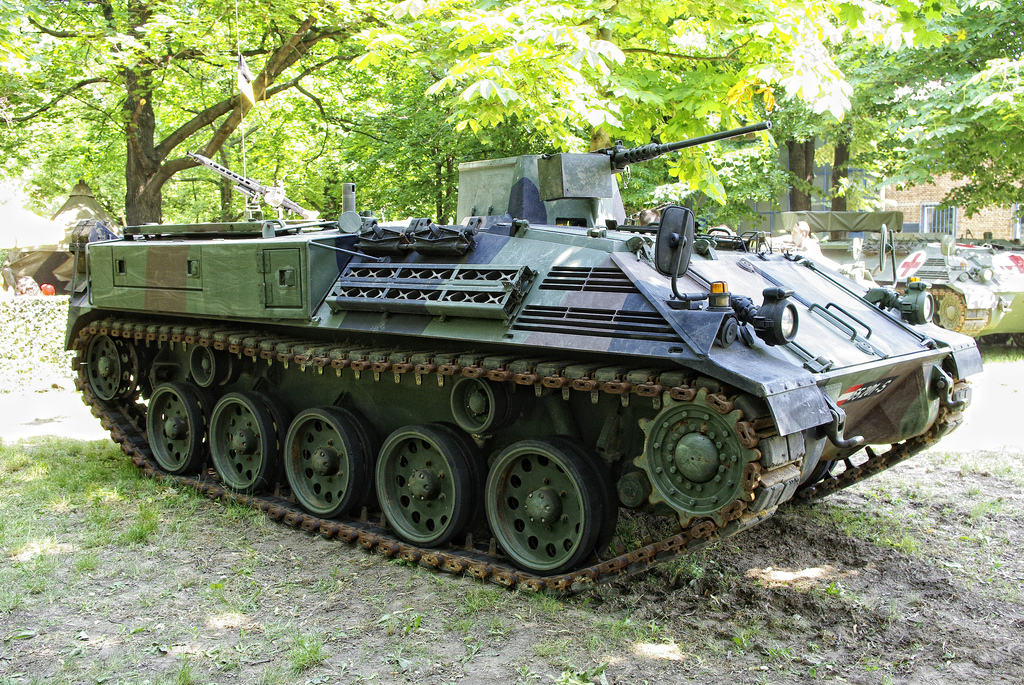
Un Saurer 4K 4FA.

Le blindé léger Saurer 4K 4FA fut le véhicule de transport de troupes de la Bundesheer autrichienne durant la Guerre froide. Produit à partir de 1961,  il partage plusieurs éléments mécaniques avec le char léger SK-105 Kürassier.

## Histoire
En Autriche, a été remplacé par le Steyr 4K 7FA G 127, en Grèce par le Léonidas 2.

## Opérateurs

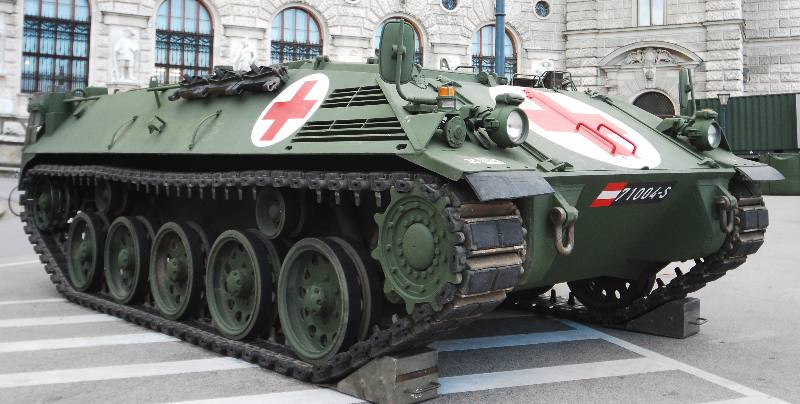
Un Saurer 4K 4FA d'évacuation sanitaire.

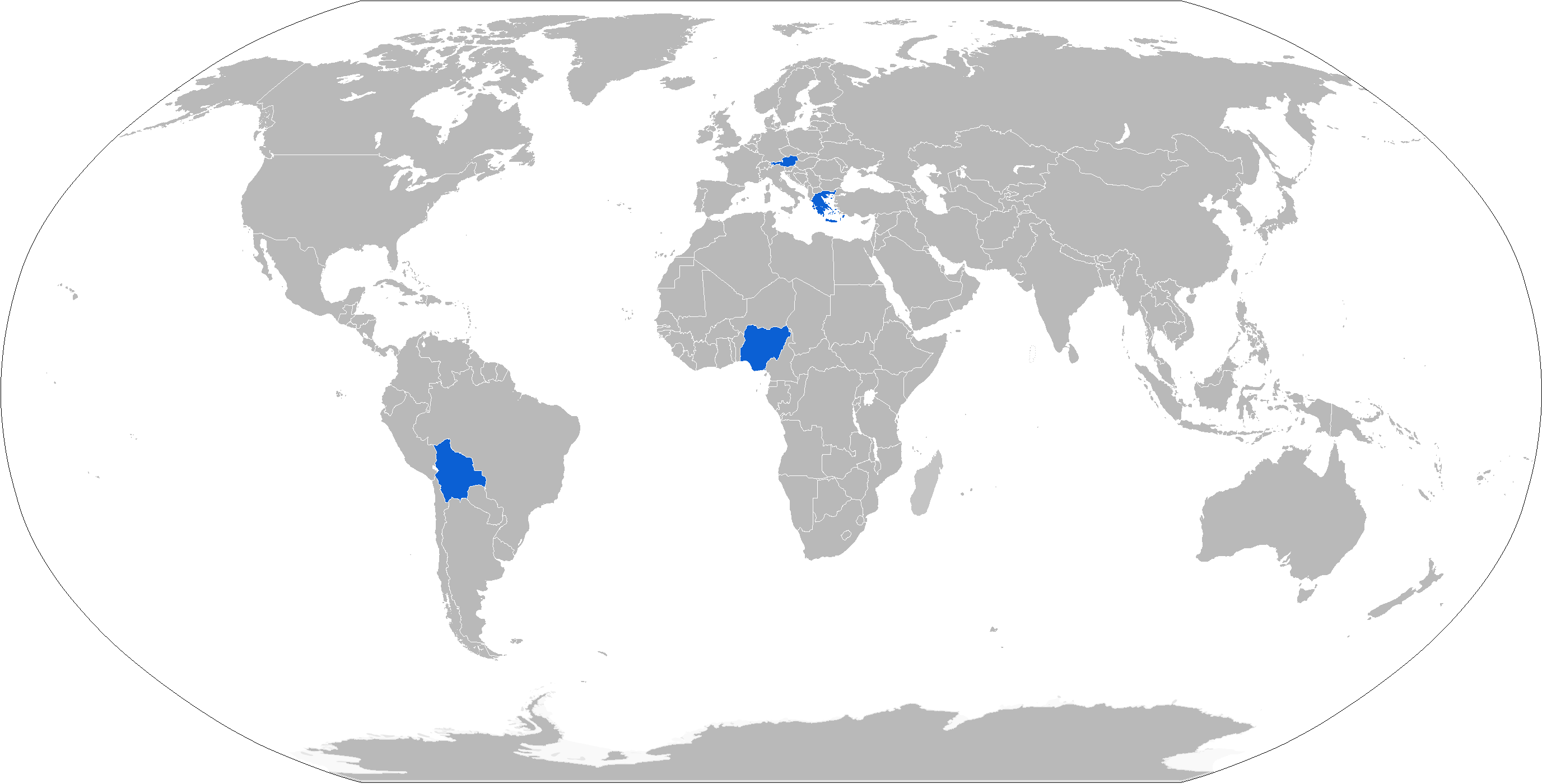
Map of 4K 4FA operators in blue

- Autriche - En tant que Saurer 4K4FA
- Bolivie - En tant que 4K4FA-SB20 Greif-Recovering vehicle
- Chypre - En tant que ELVO Leonidas 1
- Grèce - En tant que ELVO Leonidas 1
- Nigeria: 250[1]
  -  Boko Haram[2]